# Kutyatejpohók
A kutyatejpohók (Malacosoma castrensis) a szövőlepkefélék családjába tartozó, Eurázsiában honos éjjeli lepkefaj. 

## Megjelenése
A kutyatejpohók szárnyfesztávolsága a hímek esetében 2,6-3 cm; a nőstényeknél 3-4,5 cm. A hím feje és tora sárga, potroha sárga, barnássárga vagy barna. Szárnyai rövidek és szélesek; az elülső szárny sárga, egy-egy sötétbarna külső és belső harántsávval, valamint egy elmosódott barna szegélysávval. A két harántsáv közti középső tér kétharmada és a szárnytő egy része barnás. A hátulsó szárny sötétebb barna, halvány, sárgásbarna, egyenes harántsávval. A fonák a felső színezet fordítottját mutatja: az elülső szárny barna, sárgás harántsávval, a hátulsó barnássárga, sárga harántsávval. A rojt sárga, az elülső szárnyon három barna sávval.
A nőstények feje és tora világosabb vagy sötétebb barnássárga, illetve vörösesbarna; potroha némileg világosabb. A szárnyak olyan színűek mint a tor, az elülső csak kissé sötétebb, mint a hátulsó. Az elülső szárnyon a két élénksárga harántsáv látható, a külső a csúcs közelében megközelíti, de nem érinti az elülső szegélyt. A fonák egyszínű barna vagy sárgásbarna, egy-egy sárgás harántsávval. A rojt sárga és barna.
Változékonysága nem számottevő. 
Petéje hengeres, halványszürke színű, a nőstény gyűrű formában rakja őket a növényszár köré. 
A hernyó oldalai szürkéskékek, háta vörös, közepén vékony krémszínű vonallal. Oldalvonala sárgás. Bábja vörösbarna.

### Hasonló fajok
A gyűrűs pohók hasonlít hozzá.  

## Elterjedése
Eurázsiában honos az Ibériai-félszigettől Közép-Ázsiáig. Magyarországon az Északi-középhegységben és a Dunántúl északi felén él, helyenként gyakori. 

## Életmódja
Meleg, sovány talajú rétek, legelők lakója.  
Évente egy nemzedéke nő fel, imágóit június-júliusban lehet látni. Éjszaka aktív, a mesterséges fény vonzza. Petéje áttelel; a tavasszal kikelő hernyók eleinte társasan, végső fejlettségi stádiumukban egyesével táplálkoznak a különféle kutyatej-, üröm-, cickafark-, varádics-, legyezőfű-fajokon sőt málnán is. Kifejletten a növényzet között készített tömött sárgás szövedékben bebábozódnak.  
Magyarországon nem védett.

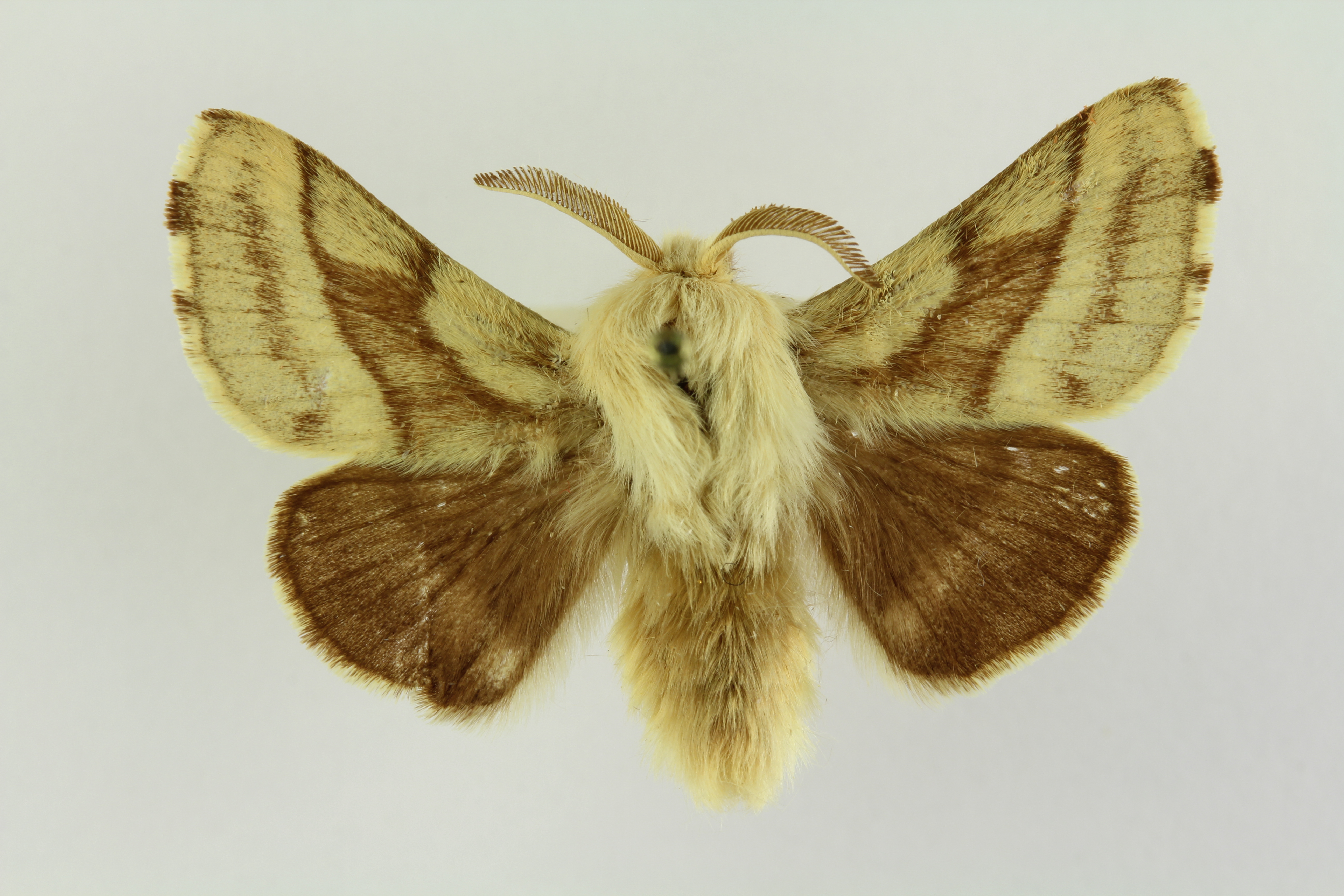
Hím
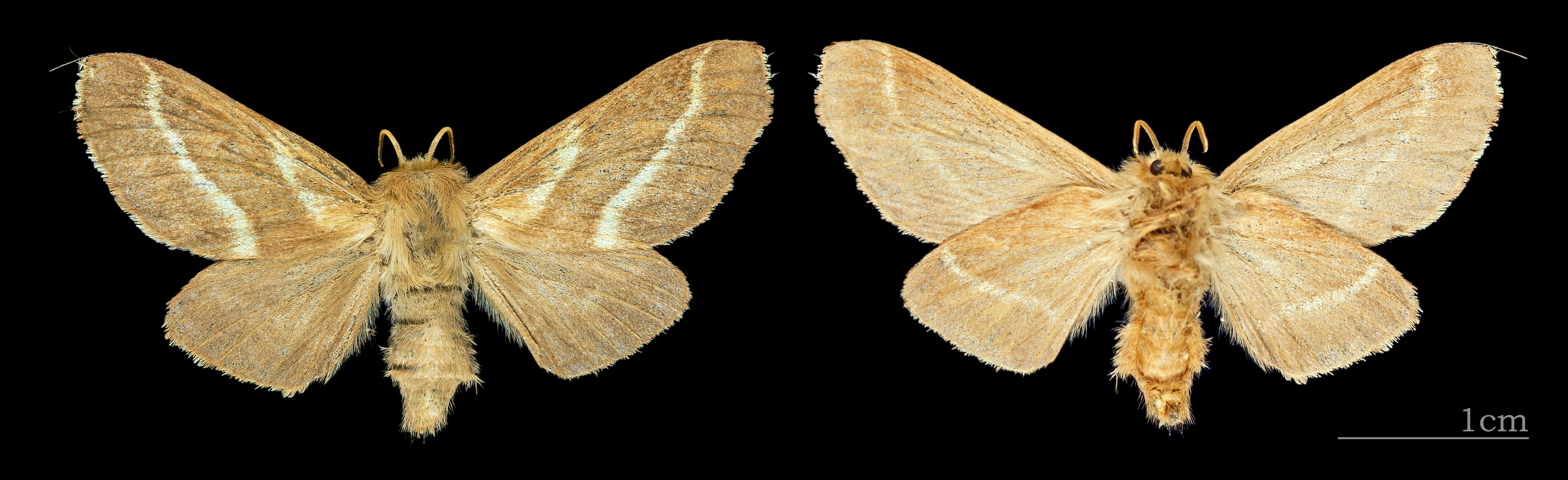
Nőstény
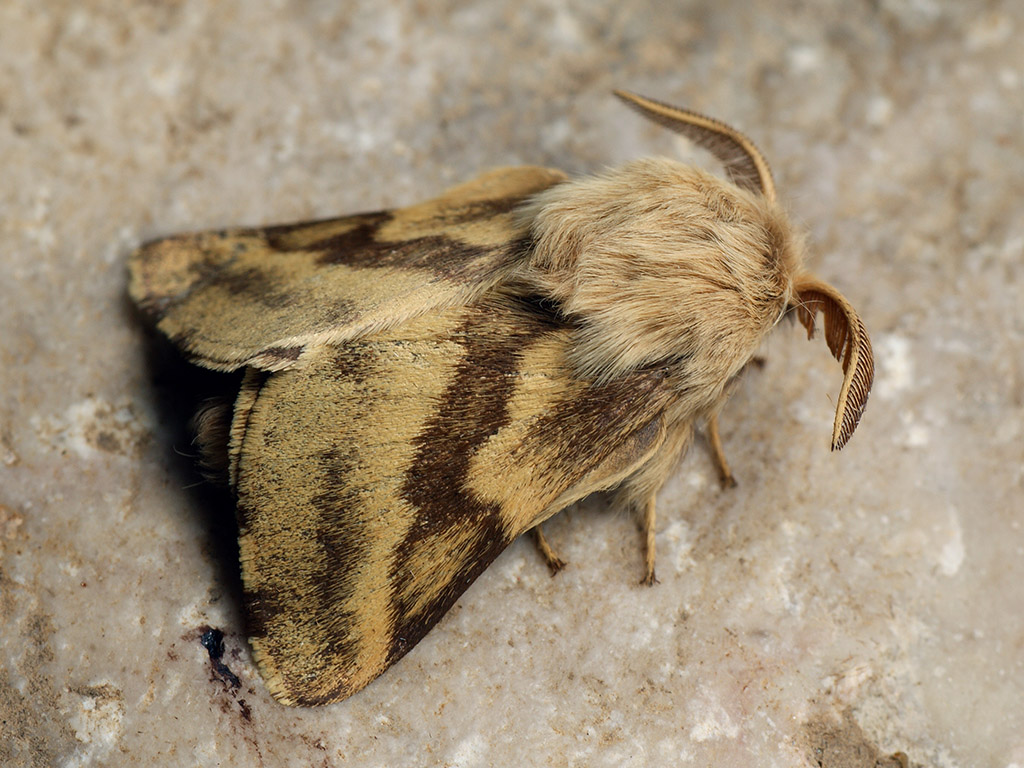
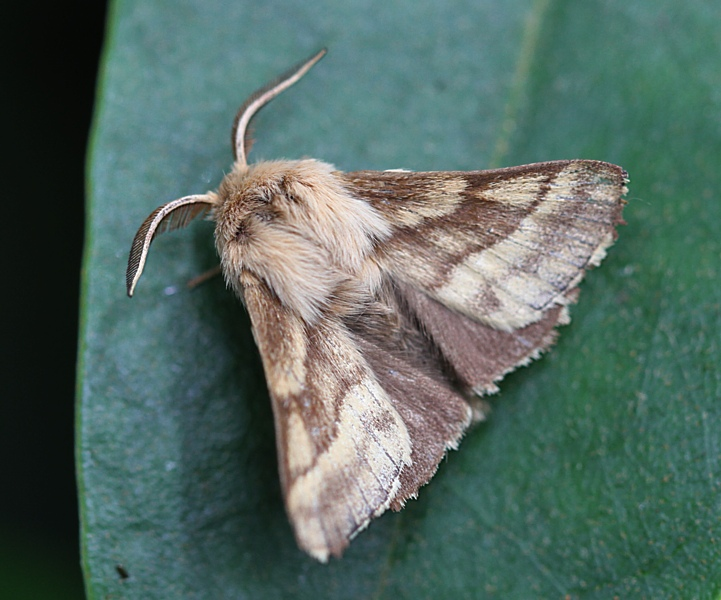
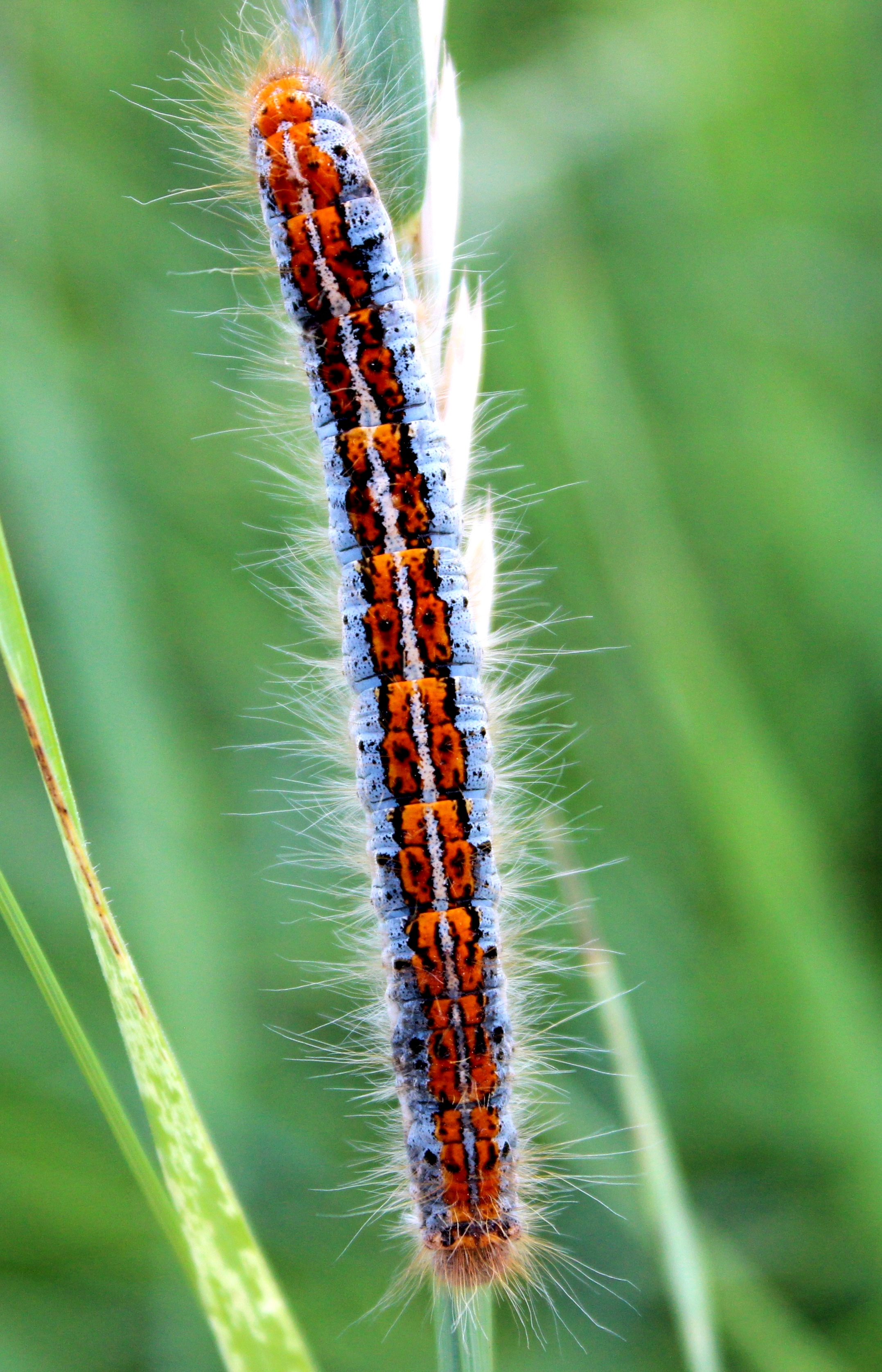